# Báo cáo Brookings
Nghiên cứu Đề xuất về Ẩn ý của Hoạt động Không gian Hòa bình đối với Vấn đề của Nhân loại, thường được gọi là "Báo cáo Brookings", là một báo cáo năm 1960 do NASA ủy quyền và được Viện Brookings phối hợp với Ủy ban Nghiên cứu Tầm xa của NASA thực hiện. Báo cáo được đệ trình lên Ủy ban Khoa học và Du hành Vũ trụ của Hạ viện Hoa Kỳ tại Quốc hội Hoa Kỳ lần thứ 87 vào ngày 18 tháng 4 năm 1961.

## Ý nghĩa
Báo cáo được ghi nhận cho một phần ngắn có tên "Ẩn ý của một khám phá về sự sống ngoài Trái Đất", trong đó xem xét những gợi ý tiềm năng của một khám phá như vậy về thái độ và giá trị của công chúng. Phần này xem xét ngắn gọn các phản ứng khả dĩ của công chúng đối với một số tình huống có thể xảy ra đối với việc khám phá sự sống ngoài hành tinh, nhấn mạnh sự cần thiết phải nghiên cứu thêm trong lĩnh vực này. Nó khuyến nghị các nghiên cứu tiếp tục để xác định tác động xã hội tiềm tàng của một khám phá như vậy và ảnh hưởng của nó đối với thái độ của công chúng, bao gồm cả nghiên cứu về cách lãnh đạo nên xử lý thông tin về một khám phá đó và trong trường hợp nào các nhà lãnh đạo có thể hoặc không nên giữ lại thông tin đó từ phía công chúng. Ý nghĩa của phần này trong báo cáo là một vấn đề gây tranh cãi. Những người tin rằng sự sống ngoài hành tinh đã được xác nhận và thông tin này đang bị chính phủ giữ kín khỏi công chúng đôi khi chuyển sang phần báo cáo này để ủng hộ cho quan điểm của họ. Các đoạn được trích dẫn thường xuyên từ phần này của báo cáo được rút ra từ phần chính của nó  và từ phần chú thích của nó.
Báo cáo đã được đề cập trên các tờ báo như The New York Times, The Baltimore Sun, The Washington Times, và Huffington Post.

## Bối cảnh
Báo cáo đã được cất vào Hồ sơ Quốc hội, hiện đang được lưu trữ tại hơn 1.110 thư viện như là một phần của Chương trình Thư viện Lưu ký Liên bang.
Tác giả chính Donald N. Michael là một "nhà tâm lý học xã hội có kiến thức về khoa học tự nhiên." "Ông là thành viên của Hội vì sự Tiến bộ Khoa học Mỹ, Hội Tâm lý học Mỹ, Hội Nghiên cứu Tâm lý về các Vấn đề Xã hội và Viện Hàn lâm Khoa học và Nghệ thuật Thế giới."
Hơn 50 năm sau khi báo cáo ban đầu được phát hành, Viện Brookings lại tập trung vào chính sách không gian bằng cách tổ chức "một số nhóm chuyên gia để thảo luận về các chủ đề như lợi ích kinh tế từ sự tham gia của ngành công nghiệp tư nhân, những khám phá khoa học từ những nỗ lực nối tiếp của NASA và tiềm năng cho việc thăm dò trong tương lai, và các chính sách và quy trình ra quyết định của chính phủ."

## Nội dung
Mặc dù báo cáo thảo luận về sự cần thiết phải nghiên cứu về nhiều vấn đề chính sách liên quan đến thám hiểm không gian, nhưng nó thường được trích dẫn cho các đoạn từ phần ngắn gọn của nó về ẩn ý của một khám phá về sự sống ngoài Trái Đất. (Xem phần #Sử dụng trong các cuộc thảo luận về những vụ che đậy khả nghi)

### Mục lục
Báo cáo có các chương sau::5
1. Giới thiệu: Mục tiêu và phương pháp
2. Nhận xét về Tổ chức và Chức năng trong Khả năng Nghiên cứu Khoa học Xã hội của NASA
3. Ẩn ý của Hệ thống Liên lạc Vệ tinh
4. Ẩn ý của Hệ thống Dự báo Thời tiết Bắt nguồn từ Không gian
5. Ẩn ý của các Sản phẩm phụ Công nghệ
6. Ẩn ý đối với Hoạt động của Chính phủ và Sử dụng Nhân sự
7. Ẩn ý đối với ngành Công nghiệp Vũ trụ
8. Ẩn ý Chung cho các Vấn đề Quốc tế và Chính sách Đối ngoại
9. Thái độ và Giá trị

### Trích dẫn từ báo cáo
Trong một phần ngắn, báo cáo đề cập đến khả năng phát hiện bằng chứng về sự sống ngoài Trái Đất và những tác động của nó, bao gồm các đoạn sau:
Mặc dù các cuộc gặp mặt trực tiếp với nó sẽ không diễn ra trong vòng hai mươi năm tới [đó là những năm 1960 và 1970] (trừ khi công nghệ của nó tiên tiến hơn so với chúng ta, đủ điều kiện để đến thăm Trái đất), Các hiện vật còn sót lại tại một số thời điểm bởi các dạng sống này có thể có thể được phát hiện thông qua các hoạt động không gian của chúng ta trên Mặt Trăng, Sao Hỏa hoặc Sao Kim.:182-183
Các hồ sơ nhân chủng học chứa nhiều ví dụ về các xã hội, chắc chắn về vị trí của chúng trong vũ trụ, đã tan rã khi chúng phải liên kết với các xã hội xa lạ trước đây với những ý tưởng khác nhau và lối sống khác nhau; những người khác sống sót sau một trải nghiệm như vậy thường làm như vậy bằng cách phải trả một cái giá của những thay đổi về giá trị và thái độ và hành vi.:183
Vì sự sống thông minh có thể được phát hiện bất cứ lúc nào thông qua nghiên cứu kính viễn vọng vô tuyến đang được tiến hành, và vì hậu quả của một khám phá như vậy hiện không thể đoán trước được do kiến thức hạn chế của chúng ta về hành vi thậm chí xấp xỉ các tình huống kịch tính như vậy, hai lĩnh vực nghiên cứu có thể khuyến nghị:
- Tiếp tục nghiên cứu để xác định sự hiểu biết và thái độ về cảm xúc và trí tuệ -- và những thay đổi liên tiếp của chúng nếu có -- liên quan đến khả năng và hậu quả của việc khám phá sự sống ngoài Trái Đất thông minh.
- Các nghiên cứu lịch sử và thực nghiệm về hành vi của các dân tộc và các nhà lãnh đạo của họ khi phải đối mặt với các sự kiện kịch tính và lạ lẫm hoặc áp lực xã hội. Những nghiên cứu như vậy có thể giúp cung cấp các chương trình để đáp ứng và điều chỉnh theo ý nghĩa của một khám phá như vậy. Những câu hỏi mà người ta có thể muốn trả lời bằng các nghiên cứu như vậy sẽ bao gồm: Thông tin đó làm như thế nào, trong hoàn cảnh nào, được trình bày hoặc ngăn công chúng tiếp cận để kết thúc những gì? Điều gì có thể là vai trò của các nhà khoa học khám phá và những người ra quyết định khác liên quan đến việc công bố thực tế khám phá?:183-184

Phản ứng của một cá nhân đối với một liên lạc vô tuyến như vậy một phần phụ thuộc vào nền tảng văn hóa, tôn giáo và xã hội của anh ta, cũng như hành động của những người mà anh ta coi là chính quyền và lãnh đạo, và hành vi của họ, một phần, phụ thuộc vào văn hóa, môi trường xã hội và tôn giáo của họ. Khám phá kiểu này chắc chắn sẽ là tin tức trên trang nhất ở khắp mọi nơi; mức độ ảnh hưởng về mặt chính trị hoặc xã hội có thể phụ thuộc vào cách giải thích của lãnh đạo về (1) vai trò của chính nó, (2) các mối đe dọa đối với vai trò đó, và (3) các cơ hội quốc gia và cá nhân để tận dụng tình trạng chia rẽ hoặc củng cố thái độ và giá trị của người khác. Vì bản thân lãnh đạo có thể rất cần phải đo lường phương hướng và tính mãnh liệt trong thái độ của công chúng, để củng cố tinh thần của chính mình và cho các mục đích ra quyết định, sẽ có lợi hơn khi tiếp tục hơn là ý kiến cá nhân về ý kiến của công chúng và những nhóm lãnh đạo khác.:183
Biết rõ rằng sự sống tồn tại ở các phần khác của vũ trụ có thể dẫn đến sự thống nhất lớn hơn của con người trên Trái Đất, dựa trên 'sự đồng nhất' của nhân loại hoặc dựa trên giả định lâu đời mà bất kỳ kẻ lạ mặt nào đang đe dọa. Phần lớn sẽ phụ thuộc vào những gì, nếu có bất cứ điều gì, được truyền đạt giữa con người và những sinh vật khác...:183

### Trích dẫn từ chú thích
Một số chú thích cũng liên quan đến việc phát hiện bằng chứng về sự sống ngoài Trái Đất, ví dụ:
Vị thế của các giáo phái tôn giáo lớn của Mỹ, các giáo phái Kitô giáo và các tôn giáo phương Đông về vấn đề sự sống ngoài Trái Đất cần được làm sáng tỏ. Hãy xem xét những điều sau: 'Các giáo phái Cơ yếu (và phản khoa học) đang phát triển nhanh chóng trên khắp thế giới... Đối với họ, việc khám phá ra sự sống khác -- chứ không phải bất kỳ sản phẩm không gian nào khác -- gây kích động....một số nghiên cứu rải rác cần được thực hiện cả ở trung tâm gia đình và nhà thờ và hội truyền giáo của họ, liên quan đến thái độ về các hoạt động không gian và sự sống ngoài Trái Đất.':102, n.34
Chẳng hạn, nếu đời sống thực vật hoặc một số trí thông minh siêu phàm được tìm thấy trên Sao Hỏa hoặc Sao Kim, thì trên mặt của nó không có lý do chính đáng nào để cho rằng những khám phá này, sau khi sự mới lạ ban đầu được khai thác tối đa và bị bào mòn, sẽ dẫn đến kết quả đáng kể những thay đổi về quan điểm hay triết học ở phần lớn công chúng Mỹ, ít nhất là hơn, chúng ta đã nói, đã phát hiện ra cá vây tay hoặc gấu trúc.:102, n.34
Nếu siêu trí thông minh được phát hiện, kết quả trở nên khá khó lường. Có thể là nếu trí thông minh của những sinh vật này đủ vượt trội so với chúng ta, họ sẽ chọn có ít nếu có bất kỳ liên hệ nào với chúng ta. Về mặt này, không có lý do gì để tin rằng chúng ta có thể học hỏi được rất nhiều từ họ, đặc biệt là nếu sinh lý học và tâm lý học của họ khác biệt đáng kể so với chúng ta.:102, n.34
Người ta đã suy đoán rằng, trong tất cả các nhóm, các nhà khoa học và kỹ sư có thể bị tàn phá nặng nề nhất khi phát hiện ra những sinh vật tương đối vượt trội, vì những ngành nghề này liên quan rõ ràng nhất với sự làm chủ của tự nhiên, thay vì sự hiểu biết và biểu hiện của con người. Sự hiểu biết nâng cao về tự nhiên có thể chí ít là thúc đẩy tất cả các lý thuyết của chúng ta, nếu không cũng đòi hỏi một nền văn hóa và có lẽ là một bộ não không thể tiếp cận với các nhà khoa học Trái Đất.:102, n.34
Có lẽ thật thú vị khi lưu ý rằng khi được hỏi về hậu quả của việc khám phá sự sống vượt trội sẽ như thế nào, phần lớn độc giả của Saturday Review đã chọn, không trả lời câu hỏi nào, bất chấp câu trả lời chi tiết của họ cho nhiều câu hỏi mang tính suy đoán khác.:102, n.34
Một giải pháp khả thi nhưng không hoàn toàn thỏa đáng để biến khả năng thành 'thực tế' đối với nhiều người sẽ là đối đầu với họ với những suy đoán hiện tại về I.Q. của cá heo và để khuyến khích họ mở rộng về ý nghĩa của tình huống này.:105, n.36
Những nghiên cứu như vậy bao gồm các phản ứng lịch sử đối với trò bịp, biểu hiện tâm linh, vật thể bay không xác định, v.v. Nghiên cứu của Hadley Cantril, Invasion from Mars (Princeton University Press, 1940), cung cấp một hướng dẫn hữu ích trong lĩnh vực này. Sự hiểu biết hiệu quả có thể thu được từ một nghiên cứu so sánh những yếu tố ảnh hưởng đến phản ứng của các xã hội nguyên thủy đối với việc tiếp xúc với các xã hội công nghệ tiên tiến. Một số phát triển mạnh, một số cam chịu và một số chết yểu.:105, n.37

## Sử dụng trong thảo luận về những vụ che đậy khả nghi
Báo cáo đôi khi được đề cập trong các cuộc thảo luận về những vụ che đậy khả nghi của chính phủ liên quan đến bằng chứng sự sống ngoài Trái Đất, chẳng hạn như các cuộc thảo luận dưới mục blog của nhà thiên văn học hoài nghi Phil Plait. Đôi khi những đề cập này chỉ ra sự tồn tại của báo cáo này, đôi khi họ cho rằng báo cáo là bằng chứng của sự sống ngoài hành tinh. Ví dụ, Richard C. Hoagland, một người ủng hộ thuyết âm mưu, lập luận rằng báo cáo, bằng cách phác thảo các động cơ chính đáng để chính phủ giữ kín một khám phá về trí thông minh ngoài hành tinh, cung cấp bằng chứng về sự che đậy liên tục của sự sống ngoài Trái Đất thông minh đã được phát hiện. Ủy ban Điều tra Quốc gia về Hiện tượng Không trung cho rằng "báo cáo đưa ra sức thuyết phục cho suy nghĩ trước đây của giới học giả, khi cho rằng trái đất có thể bị kiểm soát chặt chẽ bởi các chủng tộc vũ trụ tiên tiến." 

Trong một email được xuất bản bởi The Virtually Strange Network, có tên "Báo cáo Brookings được kiểm tra lại", Keith Woodard viết rằng Báo cáo Brookings:
...đã làm tăng khả năng giữ lại thông tin, nhưng không có vị trí nào trong khả năng tư vấn của nó. 'Những câu hỏi mà người ta có thể muốn trả lời bằng các nghiên cứu như vậy,' đã trích dẫn báo cáo, 'sẽ bao gồm: Thông tin đó làm như thế nào, trong hoàn cảnh nào, được trình bày hoặc ngăn công chúng tiếp cận để kết thúc những gì? Điều gì có thể là vai trò của các nhà khoa học khám phá và những người ra quyết định khác liên quan đến việc công bố thực tế khám phá?' Hai câu này bao gồm toàn bộ bình luận của báo cáo về chủ đề che đậy sự thật.